# کشتار کیروف‌آباد
کشتار گنجه یا کشتار کیروف‌آباد کشتاری بود که در نوامبر ۱۹۸۸ میلادی توسط نیروهای آذربایجانی علیه مردم ارمنی‌تبار شهر گنجه صورت گرفت. علی‌رغم تلاش سربازان روسی برای جلوگیری از وقوع این قتل‌عام بیش از ۱۳۰ نفر از ساکنان ارمنی این شهر کشته و بیش از ۲۰۰ نفر نیز مجروح شدند.